# Constructivism (matematică)
Acest articol nu se ocupă de aplicarea teoriei constructiviste a învățării la matematică.
În filozofia matematicii, termenul de constructivism presupune că este necesar și suficient ca un obiect matematic să fie "găsit" sau "construit" pentru a demonstra că există. Dacă se presupune că obiectul matematic nu există și această presupunere conduce la o contradicție, atunci obiectul nu a fost găsit și, în concluzie, existența nu i-a fost dovedită, conform constructiviștilor (vezi dovadă constructivă).
Constructivismul este adeseori confundat cu intuiționismul, deși de fapt, intuiționismul este doar un anumit tip de constructivism. Intuiționismul menține că fundamentele matematicii constau în intuiția matematică individuală, făcând astfel matematica o activitate subiectivă intrinsecă.
Constructivismul matematic, resusținând acest punct de vedere intuiționist, este în întregime consonant cu viziunea obiectivă a matematicii.